# Más allá del horizonte
Más allá del horizonte (o Milagros) fue una telenovela argentina emitida por Canal 9 Libertad, ambientada en el siglo XIX. La primera parte fue protagonizada por Grecia Colmenares y Osvaldo Laport. Coprotagonizada por Viviana Saccone, Norberto Díaz, Roberto Ibáñez, Juan Vitali, Alfredo Iglesias y Noemí Morelli. Antagonizada por Gerardo Romano. También, contó con las actuaciones especiales de Cecilia Maresca y las primeras actrices Luisa Kuliok y Virginia Lago. Y las presentaciones en Argentina de Verónica Ruano, Amanda Sandrelli y Ethan Wayne. Y la segunda parte fue protagonizada por Grecia Colmenares y Osvaldo Laport. Coprotagonizada por Patricia Palmer, Marta González, Antonio Grimau, Viviana Saccone y Clayton Norcross. También, contó con las actuaciones especiales de Ana María Giunta, Juan Carlos Galván y los primeros actores Luisa Kuliok, Víctor Hugo Vieyra y Virginia Lago. Y la presentación de Verónica Ruano. Fue emitida en el año 1994, a partir del 3 de enero, en horario central, el cual era hasta entonces un horario en el que no se acostumbraba emitir telenovelas en la televisión de Argentina. El gran éxito de dicha novela motivó que en años posteriores se produjeran otras ficciones pensadas para dicha franja horaria.

## Trama
La primera parte de la historia comienza cuando la pequeña hija de Juan (Ethan Wayne), María Bonangelo (Grecia Colmenares), es adoptada por la familia acomodada de Encarnación y Manuel Olazábal, luego de la muerte de su madre biológica, Amalia (Amanda Sandrelli). María recibe el apellido de su nueva familia, así como dos familiares adoptivos: su hermana Victoria (Viviana Saccone) y su tía Asunción (Luisa Kuliok). Las niñas Victoria y María crecen como verdaderas hermanas en una estancia de la familia: "La Esperanza", hasta que llegan a la ciudad de Santa María con sus padres aproximadamente a sus 20 años.
Ambas se enamoran del sargento Enrique Muñiz (Osvaldo Laport), pero María se ve obligada por su familia a casarse con Gonzalo Lynch (Gerardo Romano). Enrique y María intentan vanamente suspender la boda o escaparse juntos, pero sus intentos se ven frustrados. Victoria sirve de ayuda a estos intentos, callando de esa forma su amor hacia el militar.
María y Gonzalo finalmente se casan, en el mismo momento que Enrique es detenido por desertor y confinado a prestar servicio en los fortines. El flamante matrimonio viaja a Londres, y no regresará hasta 3 años después, con motivo de la muerte de Encarnación Olazábal.
María y Gonzalo tienen una hija, pero Lynch (pensando que no era hija suya sino de Muñiz) la reemplaza por la hija extramatrimonial que tuvo mediante su relación con Margarita (Verónica Ruano). Le dan el nombre de Lucía Lynch, y a la verdadera hija de María, la partera la abandona en cercanías de un campamento de circo, donde es encontrada por un matrimonio que la adopta bajo el nombre de Milagros.
En una noche de pasión en la caballeriza de los Olazábal, Victoria y Enrique engendran un hijo. Victoria permanece en su embarazo recluida en un convento, aunque en un momento intenta volver a su casa, siendo rechazada por su padre por llevar en su vientre un hijo "bastardo". Finalmente intenta contactar a Enrique para hacerle saber que va a ser padre, pero no lo logra, dando a luz a su hijo en la estancia donde se crio de niña, con la sola ayuda de su amigo Adalberto Gutiérrez y la sirvienta Juliana; en agradecimiento por la ayuda brindada por su amigo, Victoria decide nombrar a su hijo Adalberto en su honor. Un malón indio azota la estancia tiempo después, siendo muerto Adalberto por los indios y raptado el niño para ser criado por los mismos bajo el nombre de Catriel.
Enrique permanece en los fortines defendiendo la frontera, es herido de muerte por los indios y su vida es salvada por Rosaura Montillo (Virginia Lago). Es ascendido a capitán y contrae matrimonio con esta mujer, viuda ella y con un hijo pequeño, llamado Augusto.
Asunción Olazábal forma una relación con el cacique Shanqué y se une a él. La muerte de dicho cacique marca el final de la primera temporada, junto a la adopción de Catriel por parte de Asunción siendo un niño para continuar su crianza en la estancia y la muerte de la madre adoptiva de Milagros, en el parto de su hermano menor adoptivo Juancito.
La segunda temporada establece un intervalo de veinte años respecto de la anterior. 
Comienza con la muerte de Manuel Olazábal. Sus hijas vuelven a encontrarse en su funeral, y de este modo Victoria (ahora Patricia Palmer) vuelve a vivir junto a su hija Camila (ahora Viviana Saccone) a la mansión familiar de los Olazábal, junto a María (ahora Marta González), Gonzalo (ahora Víctor Hugo Vieyra) y su hija Lucía (ahora Verónica Ruano). Catriel (ahora Osvaldo Laport) vive en la estancia “La Esperanza” donde se crio junto a Asunción, y Milagros (ahora Grecia Colmenares) en el circo junto a su padre (Esteban Massari) y sus dos hermanos adoptivos. Yendo a Santa María, la caravana del circo sufre un empantanamiento y es Catriel junto al capataz Braulio, quienes los ayudan a seguir camino. Allí se conocen Catriel y Milagros.
El padre de Milagros muere y el circo queda regenteado por Aníbal (Eugenio Marinelli), el hermano adoptivo mayor de Milagros. En tanto, por una maniobra de Gonzalo Lynch, ayudado por Victoria, Catriel pierde posesión de “La Esperanza”, y debe mudarse a la casa de Asunción en Santa María, pidiendo trabajo en el circo. Allí comienza a trabajar y a simpatizar con Milagros, quien a la vez es cortejada por el oficial Augusto Montillo (Clayton Norcross), el hijo de Rosaura, y comienza a verse acosada por Aníbal, quien no la considera su hermana y desea algo más con ella. Para salvarse del acoso de Aníbal, Milagros decide comenzar una relación estable con Augusto, pero este solo quiere ser su amante porque a la vez está visitando con intenciones a Lucía Lynch. Al saber esto, Milagros rechaza a Augusto.
Milagros y Catriel comienzan un romance, y deciden continuar con sus vidas fuera del circo. Para ello Milagros desea rescatar del yugo de Aníbal a su hermano menor Juancito y llevarlo con ellos, pero al volver al circo Aníbal amenaza con matar a Juancito y Catriel si ella no se queda a su lado. Milagros accede y con esto rechaza el amor de Catriel, echándolo.
Luego de largo tiempo de martirio en el circo, acosada constantemente por Aníbal, Milagros escapa cuando este es apresado. Va a Santa María a buscar a Catriel, pero lo encuentra en un noviazgo con Cinthia (Viviana Sáez) y encarnando a un personaje (un duque) que está tejiendo una trama de engaño a los Lynch para recuperar su estancia. Catriel primeramente rehúye de Milagros y no le perdona aquel desplante, pero finalmente admite que no pudo olvidarla y se amigan. Además Catriel se bate a duelo con Gonzalo Lynch y le perdona la vida.
La pareja se casa en el circo, recupera “La Esperanza” y se van a vivir allí junto a Juancito. Pero un día, mientras están en el río, un grupo de soldados (entre los que está Augusto) los encuentran y les disparan a ambos, quedando inconscientes y arrastrados por el agua. Catriel es salvado por un linyera y vuelve con sus antiguos hermanos indios, creyendo a Milagros muerta. A Milagros la salva su hermano adoptivo Aníbal, que fue liberado de prisión y se convirtió en monje para expiar sus culpas pasadas. Una vez curada, va a vivir con Rosaura, Enrique (ahora Antonio Grimau) y Juancito. Creyendo también ella a Catriel muerto. 
Augusto, sintiéndose culpable por la supuesta muerte de Milagros se pega un tiro, pero Enrique llega a tiempo para salvar su vida. Augusto a raíz del disparo queda ciego y va a vivir con su madre y su padrastro, Milagros y Juancito.
María se entera de que Lucía Lynch no es su hija, y a su vez de que Margarita (ahora Nilda Raggi) fue amante de su esposo y es la madre de Lucía. Logra reunir a madre e hija, distanciándose esta última de su padre. Se entera además que su verdadera hija no fue asesinada como pidió Gonzalo sino que fue dejada en el circo. Al llegar al circo, Juana y Cañete le confirman que Milagros es su hija perdida, pero llega casualmente Braulio con la triste (y errónea) noticia de que Milagros y Catriel murieron asesinados.
Después de más de 20 años, Enrique se reencuentra con María, volviéndose a reunir la pareja de enamorados que da origen a la historia. Esta vez es para que Enrique le dé la noticia a María de que su hija Milagros no murió, y espera por reencontrarse con ella. Madre e hija se reencuentran, y posteriormente le revelan toda la verdad a Gonzalo, quien huye atormentado por la culpa de sus macabras acciones.
Nace Asunción, la hija de Milagros y Catriel, y tiempo después, Milagros decide adentrarse en territorio de los indios, para mostrar a la heredera de Catriel (a quien sigue creyendo muerto) a sus amigos. Lo que no sabe Milagros es que Catriel está siendo en ese mismo momento padre de un hijo de Lilén (Adriana Ferrer), quien muere en el alumbramiento. Rosaura acompaña a Milagros y la bebé, pero la travesía se complica, terminando muerta Rosaura. Augusto Montillo recupera la vista, pero no lo revela, ya que piensa en aprovechar que Milagros ante la muerte de su madre le pide de ser su esposa, para guiarlo y ser su mirada para siempre.
María y Enrique contraen matrimonio, y al terminar la ceremonia aparece Victoria, quien confesará que Camila no es hija de Enrique (como muchos creían) sino que el verdadero hijo de ambos es aquel que raptaron los indios y que ella cree muerto.
Un crucifijo de madera que Catriel regaló a Juancito, hace que Victoria descubra que aquel hijo no murió y es Catriel, y comienza a rastrearlo. A su vez, Augusto descubre que Catriel está vivo e intenta matarlo. Madre e hijo finalmente se encuentran, y Victoria cuenta a Catriel toda su verdadera historia, que ella y Enrique son sus padres y que Milagros vive y tienen una hija llamada Asunción.
Juntos, tras pasar una serie de contratiempos, llegan justo a tiempo para impedir la boda de Milagros y Augusto, quien ve su mentira descubierta.
Allí Milagros y Catriel se reencuentran, Montillo es apresado y todos felices en familia van a vivir a “La Esperanza”: Milagros junto a Catriel y sus hijas, Asunción y Ailén (la hija de Lilén que Milagros adopta como propia), Enrique junto a su esposa María, Victoria junto a su hija Camila y su prometido Mariano, Lucía Lynch y su esposo Pablo, Juancito, la fiel negra Dominga y Braulio. Pasan los años y la familia sigue creciendo en un marco de amor y felicidad, recordando a quienes los ayudaron y ya no están, y recibiendo a los nuevos hijos.

## Elenco

### Protagonistas
- María (Bonangelo) Olazábal - interpretada por Grecia Colmenares
- Enrique Muñiz - interpretado por Osvaldo Laport
- Gonzalo Lynch - interpretado por Gerardo Romano

### Elenco Protagónico
- Asunción Olazábal - interpretada por la primera actriz Luisa Kuliok
- Amalia Bonangelo - interpretada por Amanda Sandrelli
- Juan Bonangelo - interpretado por Ethan Wayne
- Victoria Olazábal - interpretada por Viviana Saccone

### Elenco Principal
- Adalberto Gutiérrez - interpretado por Norberto Díaz
- Manuel Olazábal - interpretado por Roberto Ibáñez
- Shanqué - interpretado por Juan Vitali
- Encarnación - interpretada por Cecilia Maresca
- Federico Lynch - interpretado por Alfredo Iglesias
- Juliana - interpretada por Noemí Morelli
- Rosaura - interpretada por la primera actriz Virginia Lago

### Elenco Recurrente
- Dolores - interpretada por Karina Buzeki
- Benito Ramírez - interpretado por Hugo Castro
- Dominga - interpretada por la actriz peruana Esther Chávez
- Braulio - interpretado por Luis Longhi
- Eulogia - interpretada por Vilma Mega
- Hernán - interpretado por Walter Ferreira Ramos
- Margarita - interpretada por Verónica Ruano
- Martina - interpretada por Gabriela Salas
- Cabo Jiménez - interpretado por Juan Martín del Valle

### Participaciones
- Oficial Fermín Menendez - interpretado por Hugo Asencio
- General Echagüe - interpretado por Luis Maria Matthe
- Virgilio - interpretado por Julio Di Palma
- Santiago - interpretado por Roberto Baldi
- Médico - interpretado por Julio Riccardi
- Indio - interpretado por Juan Palomino

### Protagonistas
- Milagros Lynch - interpretada por Grecia Colmenares
- Catriel / Adalberto Muñiz Olazábal (Hijo de Enrique Muñiz) - interpretado por Osvaldo Laport

### Elenco Protagónico
- Asunción Olazábal - interpretada por la primera actriz Luisa Kuliok
- Victoria Olazábal - interpretada por Patricia Palmer
- María (Bonangelo) Olazábal - interpretada por Marta González
- Enrique Muñiz - interpretado por Antonio Grimau
- Camila Olazábal - interpretada por Viviana Saccone
- Augusto Montillo - interpretado por Clayton Norcross y doblado por Eduardo Ferrari

### Elenco Principal
- Juana - interpretada por Ana María Giunta
- Cañete - interpretado por Juan Carlos Galván
- Aníbal - interpretado por Eugenio Marinelli
- Lilén - interpretada por Adriana Ferrer
- Miss Parker - interpretada por Ivonne Fournery
- Pablo - interpretado por Pablo Brichta
- Gonzalo Lynch - interpretado por el primer actor Víctor Hugo Vieyra
- Rosaura - interpretada por la primera actriz Virginia Lago

### Elenco Recurrente
- Santiago - interpretado por Roberto Baldi
- Benito Ramirez - interpretado por Hugo Castro
- Dominga - interpretada por la actriz peruana Esther Chávez
- Braulio - interpretado por Luis Longhi
- Mariano Jiménez - interpretado por Juan Martín del Valle
- Lucía Lynch - interpretada por Verónica Ruano

### Participaciones
- Margarita - interpretada por Nilda Raggi
- Cinthia - interpretada por Viviana Sáez
- Miguel - interpretado por Esteban Massari
- Juancito - interpretado por Guillermo Santa Cruz
- Rosso - interpretado por Gabriel Rovito
- Inti - interpretado por Pedro Segni
- Capitán Rodríguez - interpretado por Martín Coria
- Gral Aranguren - interpretado por Horacio O'Connor
- Raimi - interpretado por Claudio Rissi
- Cacique - interpretado por Carlos Giani
- Amancio Vega - interpretado por Osvaldo Guidi

## Premios y nominaciones
| Año  | Premios               | Categoría                       | Nominados              | Resultado |
| ---- | --------------------- | ------------------------------- | ---------------------- | --------- |
| 1994 | Premios Martín Fierro | Mejor telenovela/ficción diaria | Más allá del horizonte | Ganadora  |